# Charles Latham
Charles Latham (1795-1875) est un grand négociant du port du Havre, spécialisé dans les cafés et cotons, issu d'une dynastie de négociants et de banquiers implantés à Londres depuis le milieu du XVIIIe siècle.

## Biographie
Charles Latham est le fils de Thomas Latham, venu faire fortune à Londres dans le commerce du vin. Ses fils font prospérer l’entreprise dans la banque et le négoce avec l’Inde occidentale, en particulier le coton, l’indigo, le café, le thé et autres marchandises exotiques. L’un d’eux, Alfred, devient directeur puis gouverneur de la Banque d’Angleterre, un autre, Arthur, fonde des entreprises florissantes à Liverpool et à Manchester. Un troisième, Charles Latham (1795-1875) épouse en 1825 une jeune huguenote de 18 ans, Pauline Elise Delaroche (1807-1852), fille de Michel Delaroche et de Cécile Delessert. Le couple s’installe d’abord à Londres avant de rejoindre Le Havre en 1829 pour y développer le commerce de l’indigo et de divers produits exotiques. Il devient président de la Chambre de Commerce du port. Il est à l'origine d'un grand négociant en cafés du port du Havre, "Latham et Gilg", ses descendants étant aussi liés à la Société commerciale interocéanique, sa petite-fille Maria Latham (1873-1965) ayant épousé en 1892 Jacques Edouard Edmond Rufenacht (1862-1924), courtier en café, qui en assume la direction au XXe siècle.
La famille Latham-Kronheimer devient propriétaire le 7 mars 1919 du « Château de mon désir », un palais miniature construit pour la reine déchue d'Espagne Marie-Christine de Bourbon-Siciles, reconverti en "Casino Marie-Christine" en 1910. À partir de 1928, elle se spécialise dans le café, puis dans le café colonial à partir de 1950.
Charles Latham compte parmi ses petits enfants Hubert Latham (1883-1912), pionnier de l'aviation français et parmi ses arrière-petits enfants Antoine Rufenacht, qui sera maire du Havre.

## Sources et références
1. ↑  "L'échelle du monde. Essai sur l'industrialisation de l'Occident", par Patrick Verley - 2016
2. 1 2 3  «Latham (famille)», correspondancefamiliale
3. 1 2  Claude Malon, Le Havre colonial de 1880 à 1960 (lire en ligne), p. 233.
4. ↑  « Villa Mon Désir », 17 novembre 2013 (consulté le 30 juillet 2017).